# Мокря
Мокря (рум. Mocrea) — село у повіті Арад в Румунії. Адміністративно підпорядковане місту Інеу.
Село розташоване на відстані 397 км на північний захід від Бухареста, 45 км на північний схід від Арада, 142 км на захід від Клуж-Напоки, 83 км на північний схід від Тімішоари.

## Населення
За даними перепису населення 2002 року у селі проживали 895 осіб.
Національний склад населення села:
| Національність | Кількість осіб | Відсоток |
| -------------- | -------------- | -------- |
| румуни         | 659            | 73,6%    |
| цигани         | 136            | 15,2%    |
| угорці         | 72             | 8,0%     |
| словаки        | 22             | 2,5%     |

Рідною мовою назвали:
| Мова      | Кількість осіб | Відсоток |
| --------- | -------------- | -------- |
| румунська | 681            | 76,1%    |
| циганська | 115            | 12,8%    |
| угорська  | 76             | 8,5%     |
| словацька | 20             | 2,2%     |